# ديساي غلين
ديساي غلين (بالإنجليزية: Dessie Glynn)‏ (7 يونيو 1928 بدبلن في جمهورية أيرلندا - 6 يناير 2017) هو لاعب كرة قدم أيرلندي في مركز الهجوم. شارك مع منتخب جمهورية أيرلندا لكرة القدم. أما مع النوادي، فقد لعب مع نادي شيلبورن ونادي درومكوندرا ‏.

## وصلات خارجية
- ديساي غلين على موقع قاعدة بيانات كرة القدم.إي يو (الإنجليزية)